# Aeronwy Thomas
Pour les articles homonymes, voir Thomas (patronyme).
Aeronwy Bryn Thomas Ellis (Londres, 3 mars 1943 - Londres, 27 juillet 2009) est une écrivaine et poète galloise, fille du poète gallois Dylan Thomas et de la danseuse Caitlin MacNamara.

## Biographie
Aeronwy Thomas est née à Londres. Son prénom vient du fleuve Aeron (en) que son père aimait. En 1949 la famille s'établit à la Boathouse à Laugharne (Pays de Galles) où Aeronwy passe une enfance heureuse avec ses frères Llwellyn et Colm.
Elle fréquente la « Arts Education School » à Tring, où, à l'âge de dix ans, elle apprend la triste nouvelle de la mort de son père à New York.
Après le mariage de sa mère avec Giuseppe Fazio, un cinéaste sicilien, elle va vivre en Italie (Catane et Rome) et travaille comme agent publicitaire pour Dino De Laurentis. Elle est connue aussi pour ses traductions en anglais des poètes italiens. Mariée avec le ténor gallois Trefor Ellis, elle a eu un fils, Huw et une fille, Hannah.

## Carrière
Aeronwy Thomas a été la porte-parole de l'œuvre de son père et la directrice de la Dylan Thomas Society.
En 2003 elle a reçu le doctorat honoris causa de l'université de Swansea (University of Wales).
En 2007 elle est devenue présidente du Mouvement artistique littéraire Immagine & Poesia (« Image & Poésie » en français), fondé au « Alfa Teatro », Turin, Italie.

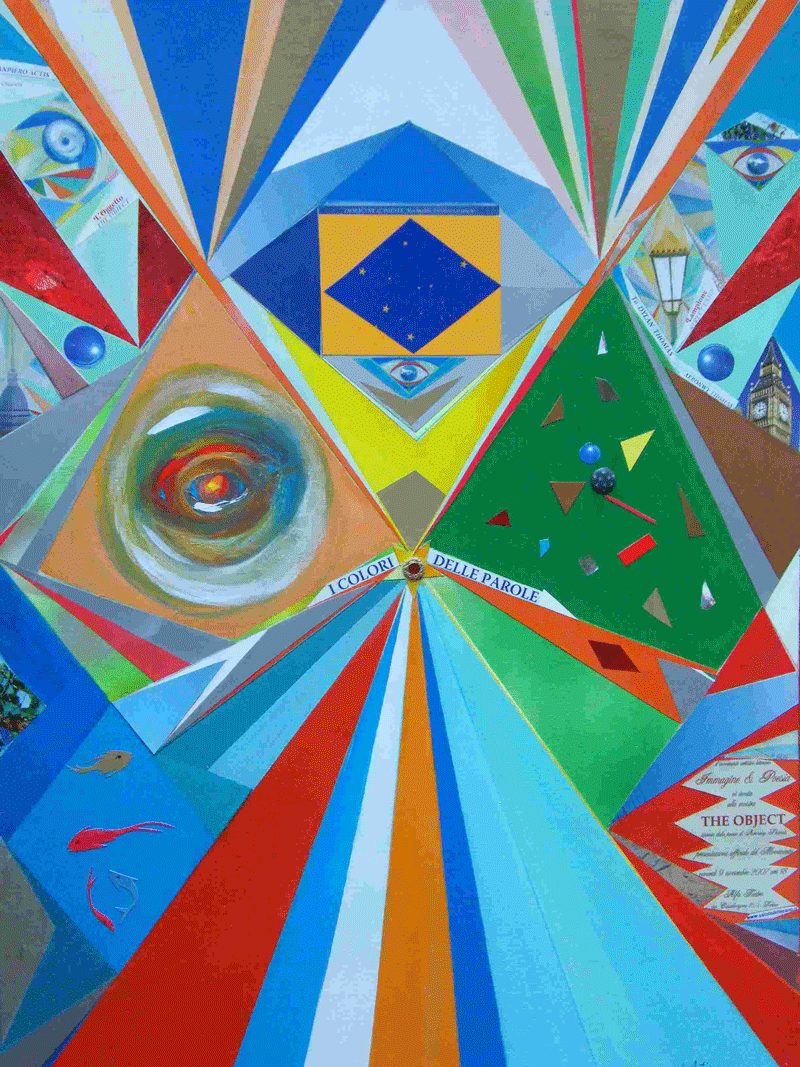
Affiche du Mouvement Immagine & Poesia, par Gianpiero Actis

## Œuvres
- Later than Laugharne (Celtion, 1976)
- Christmas and Other Memories (Amwy Press)
- Poems and Memories (Pedrini, Turin)
- Christmas in the Boathouse (2003)
- Rooks and Poems (Poetry Monthly Press, 2004)
- A daughter remembers Dylan (Merton Books, 2006)
- I Colori Delle Parole (Arti Grafiche Zuccarello, Sant'Agata Militello, 2007) - poésies par Aeronwy Thomas et tableaux par Gianpiero Actis (en italien et anglais)
- Away With Words- an anthology of poetry - poésies par A. Thomas, B. Myers, A. Taylor, F. White (Poetry Monthly Press, 2007)
- Burning Bridges (Cross-Cultural Communications, Merrick, New York, 2008)
- Shadows and Shades (Poetry Monthly Press, 2009)
- My Father's Places (Constable, 2009)

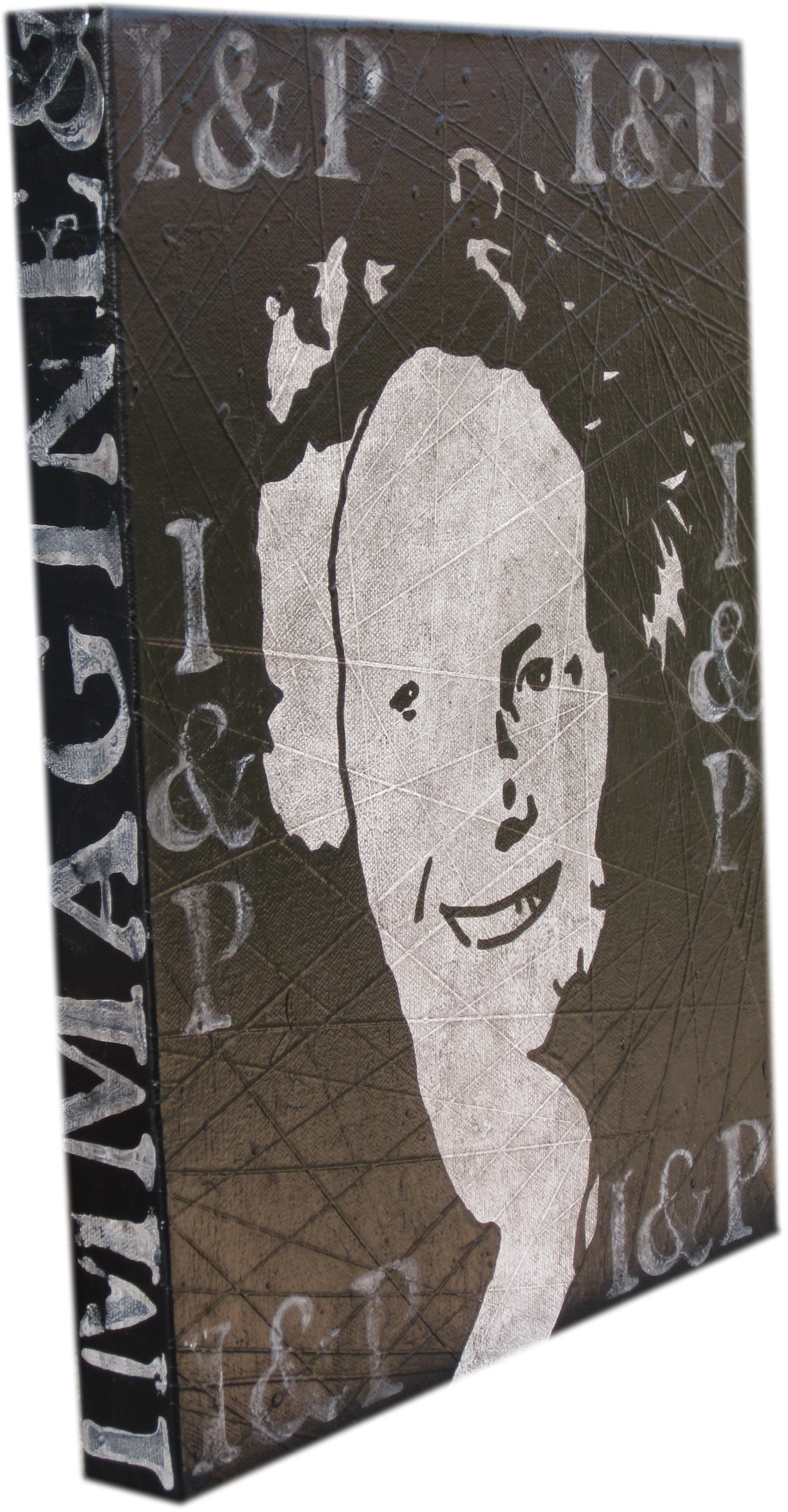
Hommage à Aeronwy Thomas, tableau de Davide Binello, Italie